# Sent Pau (Corresa)
Sent Pau (en francès Saint-Paul) és un municipi francès situat al departament de la Corresa i a la regió de la Nova Aquitània.

## Demografia
| 1962                                       | 1968 | 1975 | 1982 | 1990 | 1999 | 2007 |
| ------------------------------------------ | ---- | ---- | ---- | ---- | ---- | ---- |
| 288                                        | 310  | 259  | 232  | 236  | 238  | 231  |
| Des de 1962: població sense dobles comptes |      |      |      |      |      |      |

## Administració
| Període   | Identitat             | Partit |
| --------- | --------------------- | ------ |
| 1989-2001 | René Cheix            | PCF    |
| 2001-2005 | Jean-Pierre Tintignac | PS     |
| 2008-     | Stéphanie Prévôté     |        |